# عوز البروتين الشحمي العائلي
داء تنجير (بالإنجليزية: Tangier disease)‏ يعرف أيضاً بعوز البروتين الشحمي العائلي أو نقص بروتينات الدم الشحمية الالفائية وهو مرض وراثي نادر يتميز بنقص حاد في كمية البروتين الدهني المرتفع الكثافة في الدم ويشار اليه غالبا بالكولسترول الجيد.

## تاريخه
في عام 1959، من جزيرة تانجير بولاية فيرجينيا الأمريكية عندما كان تيدي لارد في الخامسة من عمره أصيب بلوزات كبيرة جداً ذات اللون الأصفر مائلاً إلى البرتقالي في حلقه وساهم اطباء القوات المسلحة بإزالتها وبعد ما أجرى نيمان بيك التشخيص الأولي للمريض نقله إلى الدكتور لويس افويلي في المعهد الوطني للسرطان
وأصبح دونالد فريدريكسون رئيس فرع الأمراض الجزيئية على بينة بهذه الحالة حيث راوده شعور بعدم صحة التشخيص المبدئي.
وفي عام 1960 بعد ما ظهرت على شقيقة تيدي مثل تلك الأعراض سافر الدكتور دونالد فريدريكسون مع
الدكتور افيولي إلى جزيرة تنجير لإجراء بحوث إضافية وأظهرت هذه البحوث أن عدداً كبير من الخلايا الرغوية قد انتشرت ليست فقط في اللوزتين بل في مجموعة واسعة من الأنسجة مثل نخاع العظام والطحال
وبعد ذلك قاموا برحلة أخرى للجزيرة حيث ظهرت نتائج أخت ووالدي تيدي انخفاض شديد في كولسترول البروتين الشحمي مرتفع الكثافة وتبين لهم أن هناك أساس جيني لهذا المرض.

## التشخيص

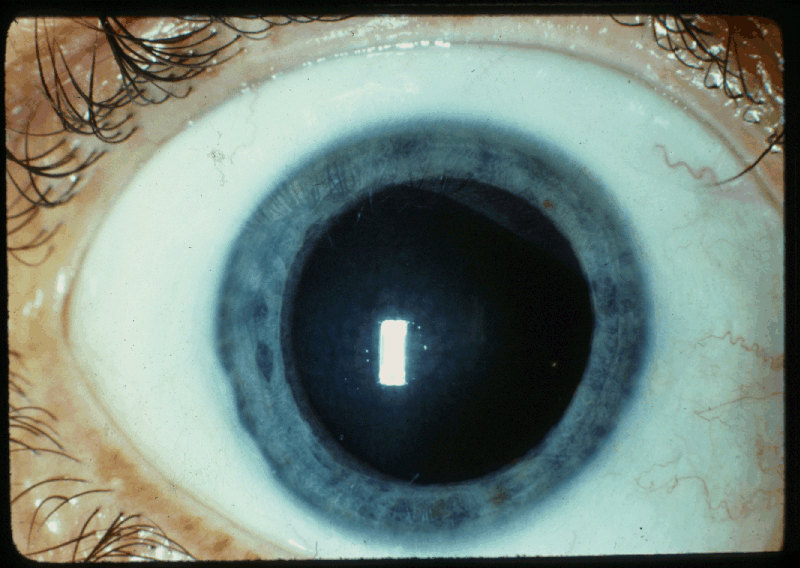
انتشار عتمة ضبابية في قرنية العين اليمنى لمريض عوز البروتين الشحمي العائلي.

ومن أعراض ذلك المرض انتشار عتمة ضبابية في قرنية العين اليمنى للمصاب يسببه البروتين الدهني عالي الكثافة عندما يختلط صميم البروتين الشحمي مع الكولسترول والشحم الفسفوري ويشكل كلا من الكوليسترول والشحوم الفسفورية بروتين دهني ذو كثافة عالية ينشئ من داخل الخلايا ويتدفق إلى الدم عن طريق الناقل ABCA1. يكون ناقل ABCA1 لدى الاشخاص المصابين بمرض تنجير ذو عيب خلقي ونتيجة لذلك يكون هنالك ضعف شديد في نقل الكوليسترول خارج الخلايا مسببا تكدس الكوليسترول والشحوم الفسفورية في العديد من انسجة الجسم والذي قد يزيد من حجمها كما يعرف انخفاض البروتين الدهني عالي الكثافة في مستويات الدم بنقص بروتينات الدم الشحمية الالفائية.
ترتفع كميات قليلة من الدهون في الدم (فرط ثلاثي غليسيريد الدم المعتدل) لدى الاشخاص المصابين بهذا المرض واضطرابات في وظيفة الاعصاب (التهاب الاعصاب). وتؤثر على لوز الحلق ظاهريا حيث يبدو لونها برتقالي أو أصفر وتتضخم في الحجم ويصابون عادة بتصلب شرايين مبكر والذي يتصف بطبقات دهون وأنسجة كالندوب تبطن الشرايين. ولهذا المرض مؤشرات أخرى منها تضخم الطحال والكبد وتغيم القرنية بالإضافة إلى الإصابة المبكره بامراض القلب والشرايين.
فهذا المرض يعتبر مرض نادر حيث أصيب به 50 شخص في العالم تقريبا وتم اكتشافه في جزيرة تنجير المقابلة لسواحل فرجينيا حيث تم وجود حالات أخرى مصابة بهذا المرض في دول مختلفة في الوقت الحالي.

## علم الوراثيات

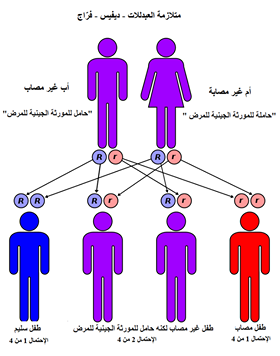
لمرض عوز البروتين الشحمي العائلي نمط وراثي جسمي مقهور.

لمرض عوز البروتين الشحمي العائلي نمط صبغي جسمي مقهور متوارث حيث تؤدي طفرة كروموسوم 9q31 إلى عيب خلقي في ناقل ABCA1 . وتمنع هذه الطفرة بروتين ABCA1 من نقل الكولسترول والشحم الفسفوري بفاعلية خارج الخلايا لالتقاطه عن طريق ApoA1 في مجرى الدم. ويؤدي هذا إلى نقص في البروتينات الدهنية عالية الكثافة في الدورة الدموية والذي يعد من عوامل الخطر المؤدية لمرض الشريان التاجي بالإضافة إلى أن تراكم الكولسترول في الخلايا قد يكوّن سموم ويؤدي ذلك إلى موت الخلايا أو ضعف دورها وقد تؤدي هذه العوامل إلى مؤشرات وأعراض مرض عوز البروتين الشحمي العائلي.
يتوارث هذا المرض في نمط صبغي جسمي مقهور ويعني ذلك انه لظهور هذا النمط يجب وجود نسختين من الجين في النمط الجيني. ويحمل والدا المصاب باضطراب في الاصباغ الجسمية المقهوره نسخة من الجين المتغير ولكن لا تظهر عليهم مؤشرات وأعراض المرض.